# Accons
Accons ist eine französische Gemeinde mit 365 Einwohnern (Stand 1. Januar 2022) in der Region Auvergne-Rhône-Alpes. Sie liegt im Département Ardèche. Ihre Bewohner werden Acconnais(es) genannt.

## Geographie
Die Gemeinde erstreckt sich inmitten des Bergmassivs Boutières, einem Ausläufer der Cevennen. Der Hauptort Accons liegt daher am Fuße des Serre-en-Don auf 1200 Metern Höhe. Die nächstgrößere Stadt Aubenas liegt in 30 Kilometern Entfernung in Richtung Südosten. Der Fluss Dorne durchquert das Gemeindegebiet. 
Nachbargemeinden sind Saint-Martin-de-Valamas und Jaunac im Norden, Le Cheylard im Nordosten, Saint-Christol im Osten, Dornas im Südosten und Mariac im Westen. Die Gemeinde besteht aus dem Hauptort Accons und den vier Weilern La Motte, Le Monteil, Les Auches und Chaussinard.

## Geschichte
Accons wurde im 11. Jahrhundert als strategischer Standort von den ersten Verwaltern des Landes zur Kontrolle der Täler der umliegenden Flüsse Eyrieux, Dorne und Eysse gegründet. Dabei liegt der Ursprung des Dorfes auf dem erloschenen Vulkan Roche de Brion in 800 Metern Höhe, an dessen Hang Ruinen eines ersten Schlosses zu besichtigen sind.
Bestimmt wurde das Geschehen im Dorf vom Château de la Motte, das im 17. Jahrhundert der Familie Bayle, den Lehnsherren von La Motte-Brion, gehörte, im 18. Jahrhundert aber von den Sassenages und der Familie Vogüé erobert wurde.

### Bevölkerungsentwicklung
| Jahr                       | 1962 | 1968 | 1975 | 1982 | 1990 | 1999 | 2006 | 2016 |
| -------------------------- | ---- | ---- | ---- | ---- | ---- | ---- | ---- | ---- |
| Einwohner                  | 218  | 277  | 289  | 378  | 375  | 419  | 438  | 380  |
| Quellen: Cassini und INSEE |      |      |      |      |      |      |      |      |

## Sehenswürdigkeiten
Das Château de Motte im Renaissance-Stil aus dem 15. und 16. Jahrhundert fällt durch seine militärische Architektur auf, zum Beispiel führen  Kontrollwege entlang der Festung. Außerdem verfügt das Gebäude über eine eigene Kunstschmiede sowie drei imposante Türme, sodass das Schloss schon von weitem sichtbar ist. Eine eigens dafür errichtete Brücke aus dem 16. Jahrhundert verbindet die Festung mit dem Dorf. Im Innenhof führt eine gewundene Treppe in die Höhe. Gegen Ende des 16. Jahrhunderts wurden die Orte um das Gebäude herum errichtet. 1944 wurde das Schloss im Zweiten Weltkrieg von deutschen Truppen in Brand gesetzt, sodass Teile der Festung 1964 restauriert werden mussten.
Die Kirche von Accons ist eine der ältesten der ganzen Region. Aufgrund ihrer Abgelegenheit ist sie von den Unruhen im Vivarais zwischen 1572 und 1628 verschont geblieben. 1982 wurde sie stark beschädigt, aber 1984 waren die Maßnahmen zur Restauration bereits abgeschlossen. 